# Dicliptera ruiziana
Dicliptera ruiziana är en akantusväxtart som beskrevs av D.C. Wasshausen. Dicliptera ruiziana ingår i släktet Dicliptera och familjen akantusväxter. Inga underarter finns listade i Catalogue of Life.